# Bauhaus

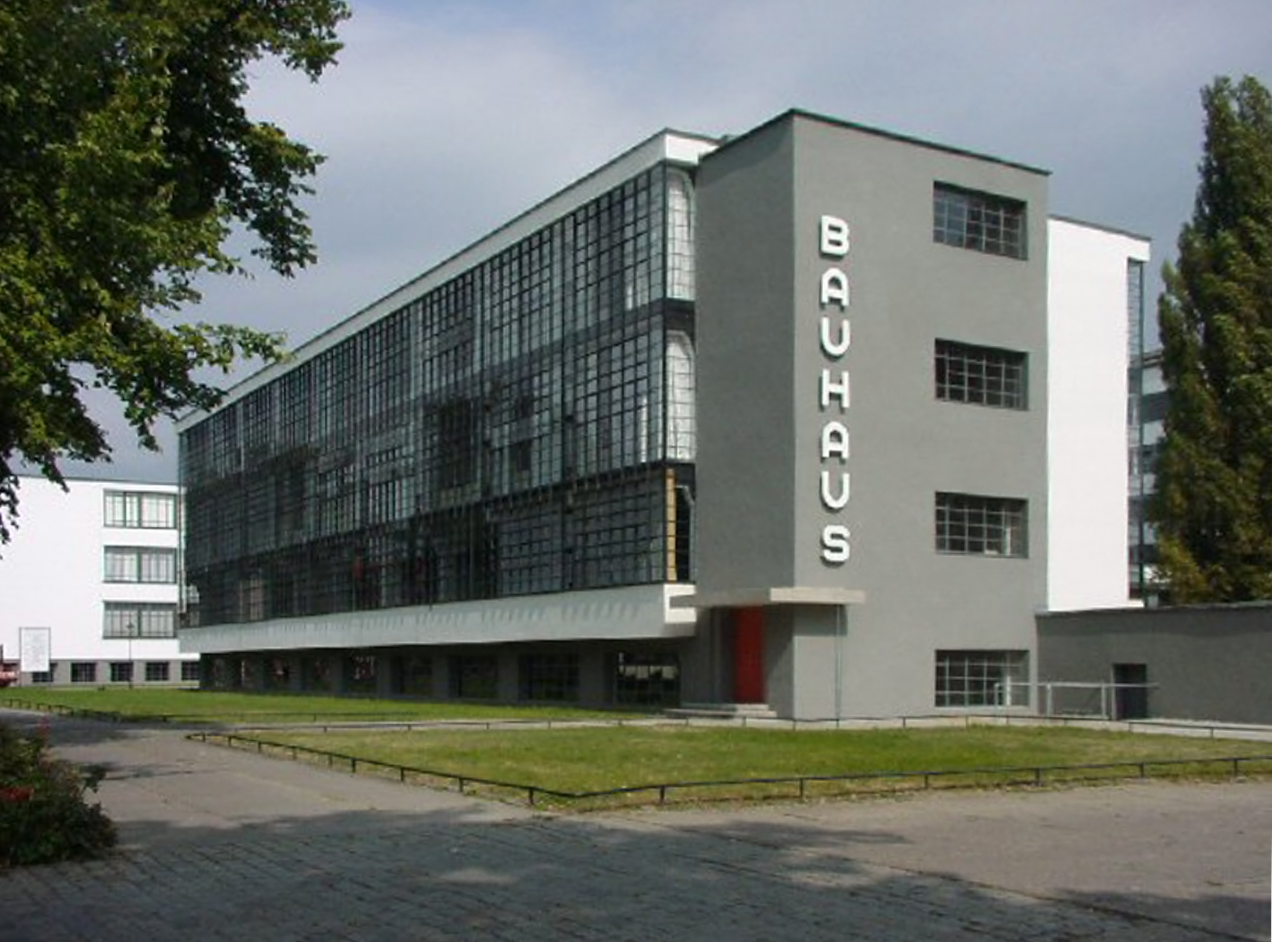
Toà nhà Bauhaus Dessau.

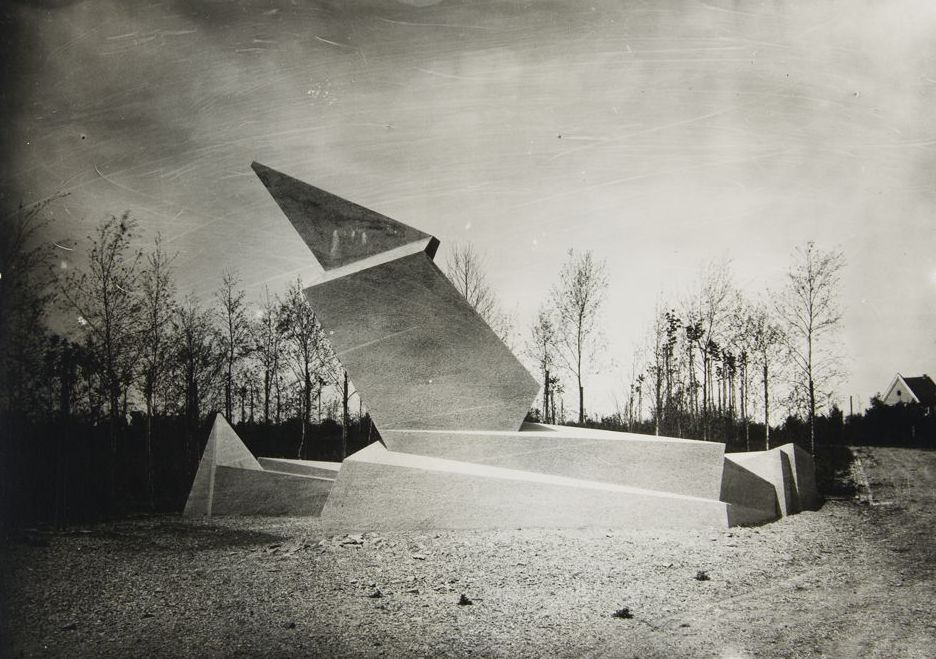
1921/2, Monument to the March Dead, tác phẩm kiến trúc thuộc trường phái Biểu hiện của Walter Gropius

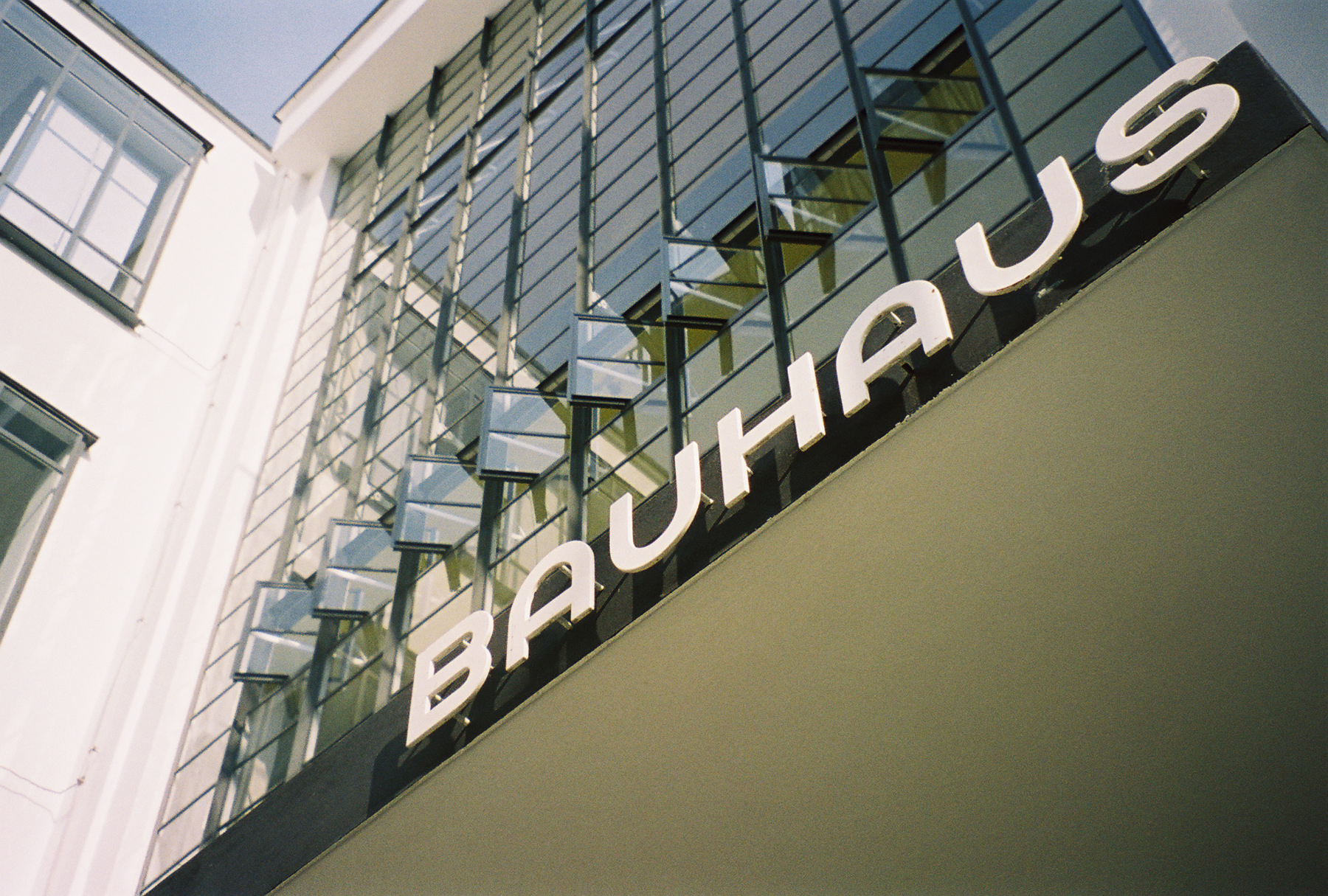
Tác phẩm nghệ thuật sắp chữ bởi Herbert Bayer trên lối vào khu nhà hội thảo của Bauhaus, Dessau, 2005

Một con dấu Bauhaus

Staatliches Bauhaus (ngheⓘ), thường được gọi đơn giản là Bauhaus, là một trường dạy nghệ thuật ở Đức đào tạo về nghệ thuật thủ công và mỹ thuật, và nổi tiếng với phương pháp tiếp cận thiết kế được công bố và giảng dạy. Trường này tồn tại từ năm 1919 tới năm 1933. Tại thời điểm đó, thuật ngữ tiếng Đức Bauhausⓘ—nghĩa đen là "công trình toà nhà"—được hiểu với nghĩa "Viện đào tạo về xây dựng". Ngày 12 tháng 4 năm 2019, Google Doodle đã kỷ niệm 100 năm lập nên Bauhaus.
Bauhaus được thành lập lần đầu bởi Walter Gropius ở Weimar. Mặc dù tên gọi của ngôi trường có liên quan đến kiến trúc, và người sáng lập của trường là một kiến trúc sư - Bauhaus - trong năm đầu tiên tồn tại, trường không hề có bộ môn kiến trúc. Nó được thành lập với ý tưởng về việc tạo dựng một công trình nghệ thuật "tổng thể", mà trong đó các thể loại nghệ thuật, bao gồm cả kiến trúc, cuối cùng sẽ liên kết lại với nhau. Phong cách Bauhaus sau này trở thành một trong những dòng có ảnh hưởng nhất trong ngành thiết kế hiện đại, ngành Kiến trúc Hiện đại và ngành đào tạo về nghệ thuật, thiết kế và kiến trúc. Phong cách Bauhaus đã có một ảnh hưởng sâu sắc vào sự phát triển kế tiếp trong nghệ thuật, kiến trúc, thiết kế đồ họa, thiết kế nội thất, thiết kế công nghiệp và nghệ thuật sắp chữ.
Ngôi trường này tồn tại ở ba thành phố của Đức: Weimar từ 1919 tới 1925, Dessau từ 1925 tới 1932 và Berlin từ 1932 tới 1933, dưới sự lãnh đạo của ba giám đốc - kiến trúc sư: Walter Gropius từ 1919 tới 1928, Hannes Meyer từ 1928 tới 1930 và Ludwig Mies van der Rohe từ 1930 tới 1933, khi trường bị đóng cửa bởi các lãnh đạo dưới áp lực của chế độ Đức Quốc xã, đã được sơn như một trung tâm của trí thức cộng sản. Mặc dù trường bị đóng cửa, các giảng viên của Bauhaus tiếp tục truyền bá những lý luận và quan niệm thiết kế của mình khi họ rời Đức và di cư khắp nơi trên thế giới.
Những thay đổi về địa điểm và lãnh đạo dẫn đến một chuyển đổi về trọng tâm trong đào tạo, kỹ thuật, giảng viên và chính trị. Các ví dụ có thể kể đến như xưởng gốm bị ngừng hoạt động khi ngôi trường di chuyển từ Weimar tới Dessau, mặc dù nó đã là một nguồn thu quan trọng; và khi Mies van der Rohe tiếp quản Bauhaus vào năm 1930, ông chuyển đổi nó thành một trường tư thục, và không cho phép bất kì nhà đầu tư nào của Hannes Meyer tiếp cận ngôi trường.

## Bauhaus và chủ nghĩa Hiện đại Đức

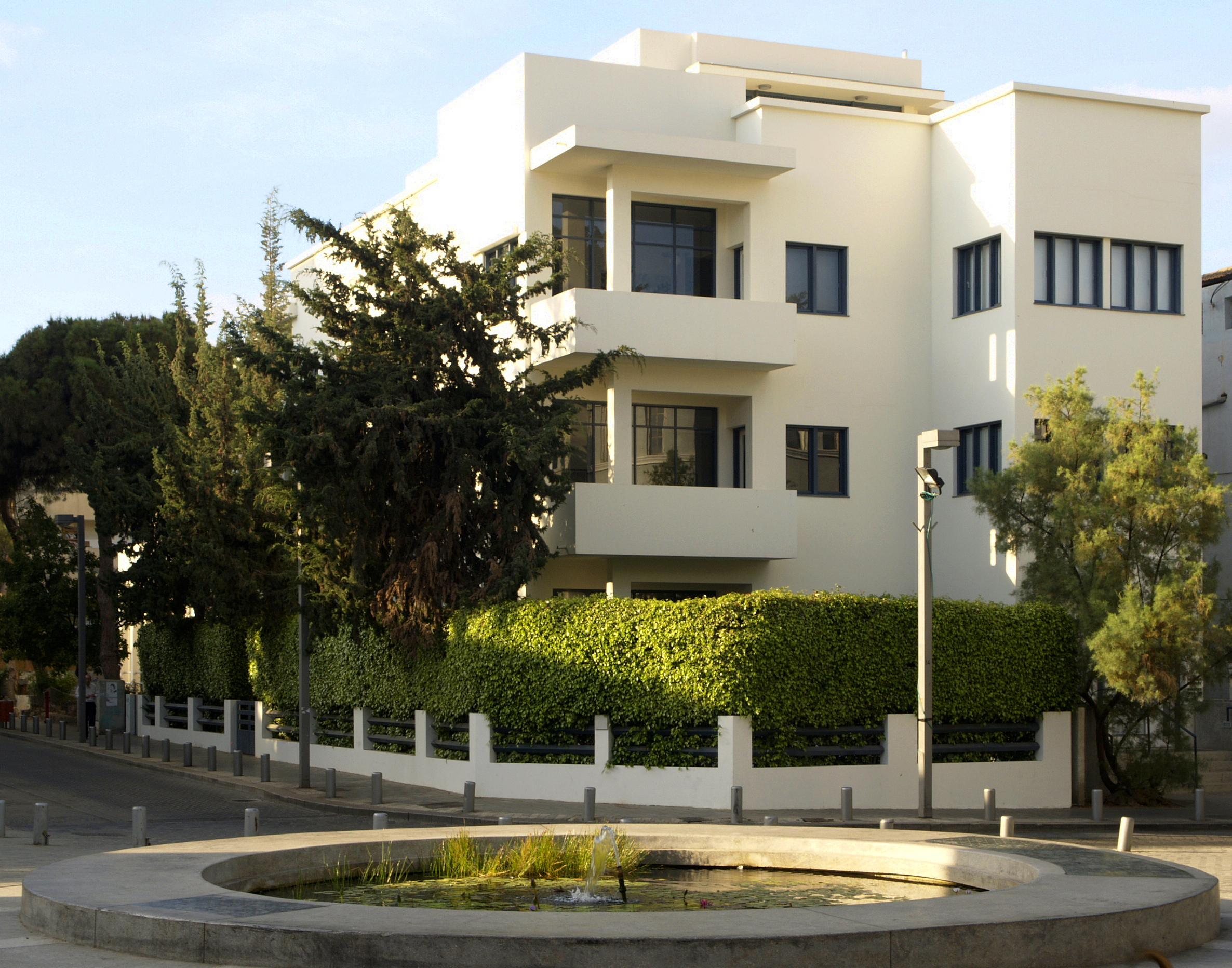
Bảo tàng Bauhaus - Tel Aviv

Thất bại của Đức trong Chiến tranh thế giới thứ nhất, sự sụp đổ của chế độ quân chủ Đức và việc bãi bỏ kiểm duyệt dưới chế độ Cộng hoà Weimar mới mẻ, tự do cho phép một sự bùng nổ của các thử nghiệm cơ bản trong tất cả các loại hình nghệ thuật, trước đây chịu sự đàn áp của chế độ cũ. Nhiều người Đức quan điểm cánh tả đã bị ảnh hưởng bởi những thử nghiệm văn hóa đi liền với cuộc Cách mạng Nga, như chủ nghĩa kết cấu. Những ảnh hưởng như vậy có thể bị cường điệu hoá: Gropius đã không chia sẻ những quan điểm cực đoan, và nói rằng Bauhaus là hoàn toàn phi chính trị. Một ảnh hưởng cũng quan trọng là từ nhà thiết kế người Anh thế kỉ 19 William Morris, người đã lập luận rằng nghệ thuật phải đáp ứng các nhu cầu của xã hội, và rằng không nên có sự phân biệt giữa hình thức và chức năng. Do đó, phong cách Bauhaus, còn được gọi là International Style, được đánh dấu bởi sự vắng mặt của thuật trang trí, và bởi sự hòa hợp giữa chức năng của một đối tượng hoặc một tòa nhà và thiết kế của nó.
Tuy nhiên, những ảnh hưởng quan trọng nhất trên Bauhaus là chủ nghĩa hiện đại, một phong trào văn hóa có nguồn gốc sớm nhất vào thập niên 1880, mà đã tồn tại sự hiện diện về mặt cảm thức của nó ở Đức trước Chiến tranh thế giới thứ nhất, bất chấp sự bảo thủ hiện hành. Những đổi mới về mặt thiết kế thường có sự liên kết với Gropius và Bauhaus—một hình thức đơn giản hóa triệt để, tính hợp lý, chức năng và ý tưởng rằng sự sản xuất hàng loạt là có thể dung hòa với tinh thần cá nhân nghệ thuật —đã được phát triển một phần ở Đức trước khi Bauhaus được thành lập. Hiệp hội các nhà thiết kế toàn quốc của Đức - Deutscher Werkbund - được thành lập vào năm 1907 bởi Hermann Muthesius để khai thác những tiềm năng mới của việc sản xuất hàng loạt, với trọng tâm hướng vào khả năng cạnh tranh kinh tế của Đức với Anh. Trong bảy năm đầu tiên của nó, Werkbund trở thành cơ quan có thẩm quyền về các vấn đề của thiết kế tại Đức, và đã được sao chép ở nhiều nước khác. Nhiều câu hỏi cơ bản về việc so sánh sản xuất thủ công so với sản xuất hàng loạt, các mối quan hệ của tính hữu dụng và vẻ đẹp, mục đích thực tế của vẻ đẹp trang trọng trong một đối tượng thông thường, và có hay không một hình thức thích hợp duy nhất có thể tồn tại, đã được đưa ra bàn luận trong một cộng đồng 1.870 thành viên (tới năm 1914).
Phong trào tổng thể của chủ nghĩa kiến trúc hiện đại Đức được gọi là Neues Bauen. Khởi phát từ tháng 6 năm 1907, tác phẩm thiết kế công nghiệp mang tính tiên phong của Peter Behrens cho công ty điện của Đức AEG đã tích hợp nghệ thuật một cách thành công vào sự sản xuất hàng loạt trên quy mô lớn. Ông đã thiết kế các sản phẩm tiêu dùng, linh kiện tiêu chuẩn, tạo ra các thiết kế với đường nét mạch lạc clean-lined designs cho các sản phẩm đồ hoạ của công ty, phát triển một bản sắc công ty phù hợp, xây dựng một kỉ nguyên mới với chủ nghĩa hiện đại của Nhà máy turbine AEG, và sử dụng một cách triệt để các vật liệu mới mẻ trong quá trình sáng tạo như bê tông khối và thép trong kiến trúc tiếp xúc với kết cấu thép (exposed steel). Behrens à một thành viên sáng lập của Werkbund, và cả Walter Gropius và Adolf Meyer đều làm việc cho ông trong giai đoạn này.
Bauhaus được thành lập tại một thời điểm khi hệ tư tưởng của Đức đã chuyển từ trường phái Biểu hiện mang nặng cảm tính sang trường phái New Objectivity tuân thủ nghiêm ngặt thực tế. Toàn bộ một nhóm các kiến trúc sư làm việc cùng nhau, bao gồm cả Erich Mendelsohn, Bruno Taut và Hans Poelzig, quay lưng lại với các trải nghiệm bất thường, tiến tới các công trình nhà mang tính hợp lý, phát triển về các tính năng và đôi khi được chuẩn hóa. Bên ngoài Bauhaus, nhiều kiến trúc sư nói tiếng Đức quan trọng khác trong thập niên 1920 trả lời về các vấn đề thẩm mỹ và khả năng vật chất tương tự dưới quy mô các trường học. Họ cũng phản hồi lại lời hứa về một "nhà ở tối giản" được ghi trong Hiến pháp Weimar mới. Ernst May, Bruno Taut và Martin Wagner, trong số những người khác, đã xây dựng các khối nhà lớn ở Frankfurt và Berlin. Sự chấp nhận chủ nghĩa thiết kế Hiện đại trong cuộc sống hằng ngày là chủ đề của các chiến dịch mang tính công khai, triển lãm công cộng có sự tham gia thường xuyên của số lượng lớn nghệ sĩ như Weissenhof Estate, phim ảnh, và đôi khi là tranh luận công khai mang tính dữ dội.

### Bauhaus và Vkhutemas
Vkhutemas, trường công về nghệ thuật và kỹ thuật của Nga được thành lập vào năm 1920 ở Moscow, từng được so sánh với Bauhaus. Thành lập một năm sau khi Bauhaus được thành lập, Vkhutemas có sự tương đồng gần với ngôi trường Bauhaus của Đức trong mục tiêu, tổ chức và phạm vi của nó. Hai trường này là những nơi đầu tiên tổ chức đào tạo các nghệ sĩ thiết kế theo đường hướng hiện đại. Cả hai trường đều là những sáng kiến được nhà nước bảo trợ với mục tiêu hợp nhất các truyền thống thủ công với công nghệ hiện đại, với một khóa học cơ bản về các nguyên tắc thẩm mỹ, khóa học về lý thuyết màu sắc, kiểu dáng công nghiệp và kiến trúc. Vkhutemas là một trường học với quy mô lớn hơn Bauhaus, nhưng trường này ít được công khai rộng rãi bên ngoài Liên Xô và do đó, ít có sự quen thuộc với phương Tây.
Với chủ nghĩa quốc tế (internationalism) của kiến trúc và thiết kế hiện đại, đã có nhiều trao đổi giữa Vkhutemas và Bauhaus. Hannes Meyer - giám đốc thứ hai của Bauhaus - đã cố gắng để tổ chức một cuộc trao đổi giữa hai trường, trong khi Hinnerk Scheper, một nghệ sĩ của Bauhaus đã hợp tác với các thành viên khác nhau của Vkhutein (tên sau này của Vkhutemas) về việc sử dụng màu sắc trong kiến trúc. Ngoài ra, cuốn sách của El Lissitzky Nước Nga: một kiến trúc cho cách mạng thế giới (Russia: an Architecture for World Revolution), xuất bản tại Đức năm 1930, có trình bày nhiều hình ảnh minh họa của các dự án thuộc Vkhutemas/Vkhutein.

## Lịch sử Bauhaus

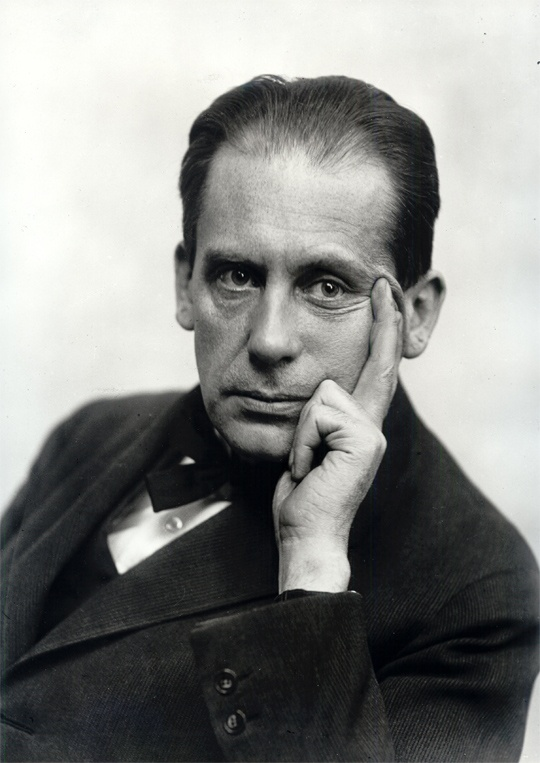
Walter Gropius, người đã sáng lập nên trường phái Bauhaus.

Trường phái kiến trúc Bauhaus xuất hiện lần đầu tiên ở Weimar, sau đó lan ra Dessau. Các tòa nhà của trường phái Bauhaus được xây dựng từ năm 1919 đến năm 1933 dựa theo các thiết kế và trang trí của các giáo sư trường là Walter Gropius, Hannes Meyer, Laszlo Moholy-Nagy và Wassily Kandinsky, khiến nó trở thành trào lưu và hình mẫu của kiến trúc hiện đại.
Kiến trúc này bắt nguồn từ chính việc xây dựng trường Bauhaus tại Weimar để thay thế cho tòa nhà trường nghệ thuật và ứng dụng Grand Duchy của Saxony xây dựng từ năm 1860. Tòa nhà dựa theo kiến trúc tiến bộ của Jugendstil được hoàn thành vào năm 1919 với các bức tranh tường của Herbert và các tác phẩm điêu khắc của Oskar Schlemmer.
Đến năm 1923, Georg Muche với thiết kế về tòa nhà Haus am Horn được coi là mô hình triển lãm đầu tiên được thực hiện đã tuyên bố hình thành phong cách kiến trúc mới Bauhaus. Sau đó, các tòa nhà theo kiến trúc này lần lượt được xây dựng như: Annexes ở Weimar (1925), Meisterhäuser ở Dessau, khu đô thị Dessau, khu nhà ở của giáo viên Bauhaus...
Năm 1933, Trường Bauhaus đóng cửa, các tòa nhà của Bauhaus được sử dụng cho mục đích khác, còn một số tòa nhà bị hư hỏng nặng vào năm 1943, trong chiến tranh thế giới thứ hai.
Các tòa nhà thuộc trường phái Bauhaus gồm 5 khu vực thuộc Weimar (bang Thüringen) và Dessau (bang Sachsen-Anhalt) là:
- Nhà chính của khoa Kiến trúc, khoa Kỹ thuật xây dựng - Đại học Weimar.
- Tòa nhà khoa Nghệ thuật thiết kế do Van de Velde thiết kế xây dựng thuộc Học viện Nghệ thuật kiến trúc và xây dựng Weimar - Đại học Weimar.
- Tòa nhà Haus am Horn ở Weimar.
- Tòa nhà Bauhaus Dessau.
- Tòa nhà Masters Houses ở Dessau thiết kế bởi Walter Gropius.

### Weimar
Bauhaus được thành lập bởi Walter Gropius tại Weimar vào năm 1919, như một sự hợp nhất của Trường Nghệ thuật và Thủ công mỹ nghệ Grand Ducal và Học viện mỹ thuật Weimar. Nguồn gốc của ngôi trường này bắt nguồn từ ngôi trường về nghệ thuật và thủ công mỹ nghệ được thành lập bởi Đại công tước của Saxe-Weimar-Eisenach vào năm 1906, và được lãnh đạo bởi kiến trúc sư trường phái Tân nghệ thuật người Bỉ Henry van de Velde. Khi Henry van de Velde bị buộc phải từ chức vào năm 1915 do nguồn gốc là người Bỉ, ông tiến cử Gropius, Hermann Obrist và August Endell như những người kế nhiệm khả dĩ. Năm 1919, sau những sự chậm trễ gây ra bởi sự tàn phá của Chiến tranh thế giới thứ nhất, và một cuộc tranh luận kéo dài về việc ai sẽ đứng đầu tổ chức cũng như ý nghĩa về mặt kinh tế-xã hội của một sự hòa giải giữa mỹ thuật truyền thống và mỹ thuật ứng dụng (một vấn đề vẫn trong quá trình được định nghĩa trong suốt quá trình hoạt động của trường), Gropius được làm giám đốc của một tổ chức mới kết hợp hai ngôi trường trên, mang tên gọi là Bauhaus. Trong cuốn sách giới thiệu nhỏ cho một triển lãm vào tháng 4 năm 1919 mang tên "Triển lãm của các Kiến trúc sư Vô danh" ("Exhibition of Unknown Architects"), Gropius tuyên bố mục tiêu của ông là "để tạo ra một đoàn thể mới của các nghệ nhân thủ công, không có sự phân biệt giai cấp mà nâng cao một rào cản kiêu ngạo giữa nghệ nhân và nghệ sĩ." Cái tên mới Bauhaus - được sáng tạo bởi Gropius - có sự tham khảo từ cả từ mang nghĩa toà nhà (bauen) và Bauhütte, một hiệp hội nghệ nhân tiền hiện đại của thợ xây nhà bằng đá. Mục đích ban đầu của Bauhaus là trở thành một sự kết hợp giữa trường dạy về kiến trúc, về thủ công mỹ nghệ và học viện về nghệ thuật. Năm 1919, họa sĩ người Thụy Sĩ Johannes Itten, họa sĩ người Mỹ gốc Đức Lyonel Feininger, và nhà điêu khắc người Đức Gerhard Marcks, cùng với Gropius, là các giảng viên đầu tiên của Bauhaus. Đến năm sau, hàng ngũ của họ đã phát triển bao gồm họa sĩ, nhà điêu khắc và thiết kế người Đức Oskar Schlemmer, người đứng đầu khoa kịch nghệ, và họa sĩ người Thụy Sĩ Paul Klee, gia nhập năm 1922 theo lời mời của họa sĩ người Nga Wassily Kandinsky. Một năm đầy biến động tại Bauhaus, năm 1922 cũng chứng kiến sự kiện họa sĩ Hà Lan Theo van Doesburg tới Weimar để quảng bá về De Stijl ("The Style"), và một chuyến viếng thăm Bauhaus của nghệ sĩ và kiến trúc sư trường phái Kiến tạo người Nga El Lissitzky.

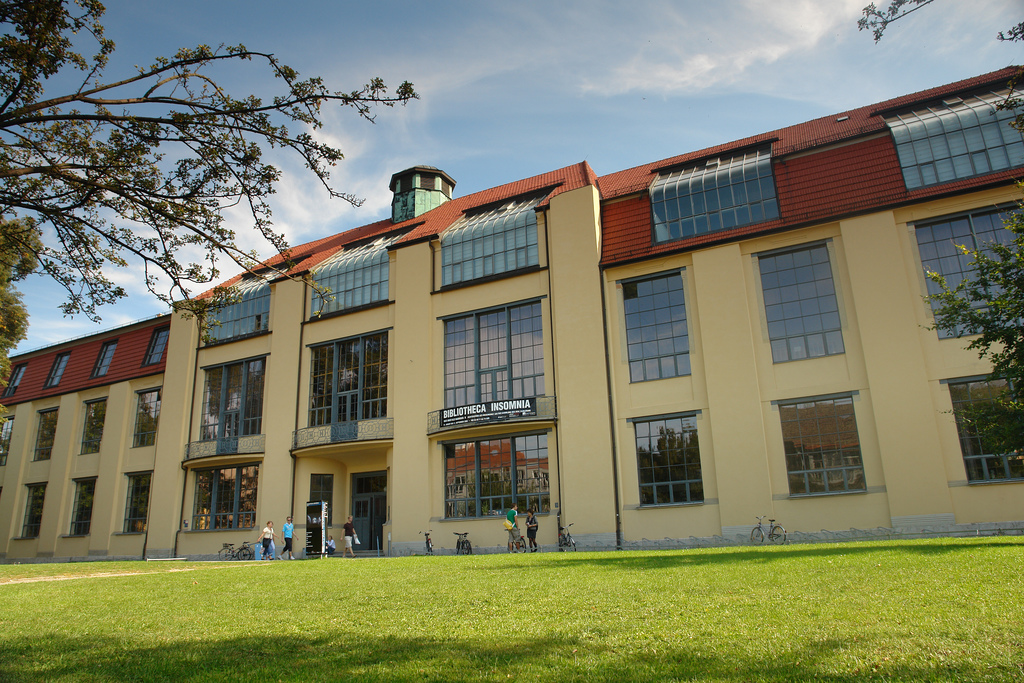
Tòa nhà chính của Bauhaus-University Weimar (được xây dựng năm 1904-1911, thiết kế bởi Henry van de Velde để đặt xưởng điêu khắc tại trường nghệ thuật Grand Ducal Saxon. Chứng nhận là Di sản Thế giới của UNESCO năm 1996).

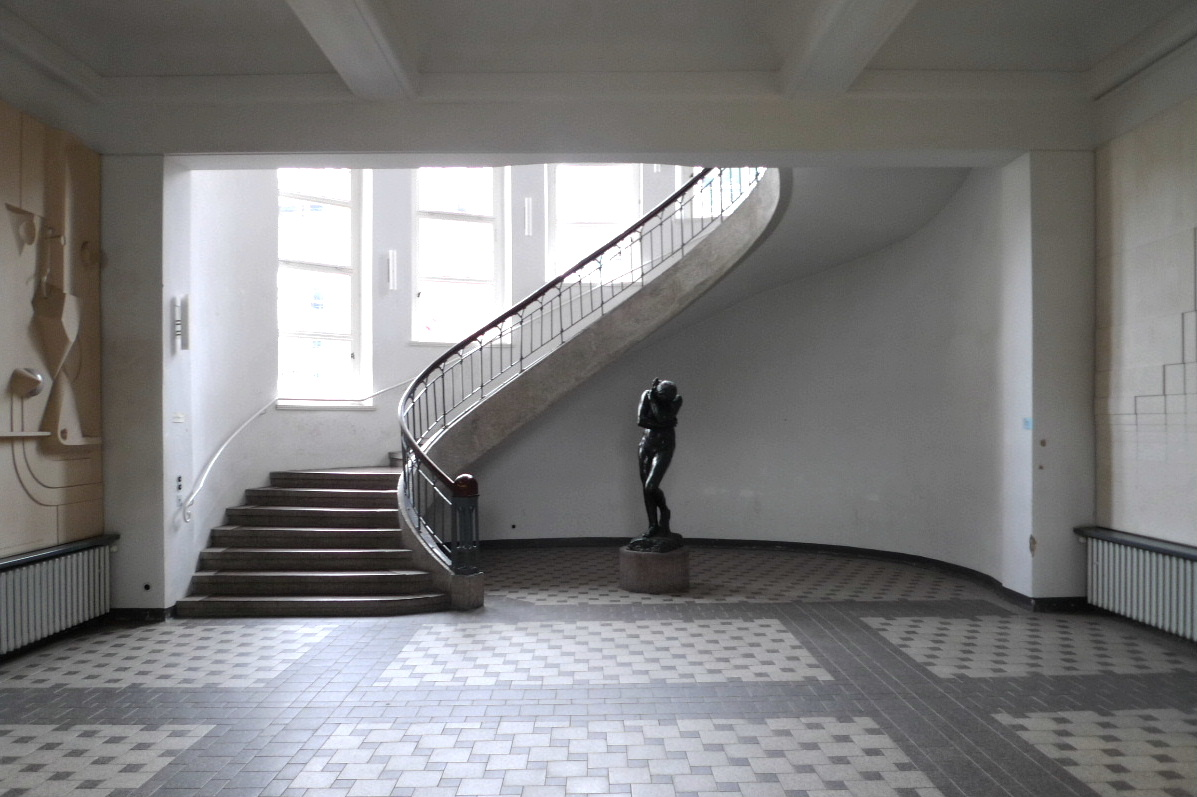
Sảnh chính của Bauhaus-University Weimar với cầu thang kiểu Jugendstil.

Từ năm 1919 đến năm 1922, ngôi trường đã được định hình bởi các ý tưởng sư phạm và thẩm mỹ của Johannes Itten, người đã dạy các bài giảng về Vorkurs hoặc "khoá học dẫn nhập", là giới thiệu về các ý tưởng của Bauhaus. Itten đã chịu ảnh hưởng mạnh trong việc giảng dạy của mình bởi các ý tưởng của Franz Cižek và Friedrich Wilhelm August Fröbel. Ông cũng chịu ảnh hưởng về mặt thẩm mỹ của các tác phẩm của nhóm Blaue Reiter tại Munich, cũng như các tác phẩm của nghệ sĩ trường phái Biểu hiện người Áo Oskar Kokoschka. Ảnh hưởng của Trường phái Biểu hiện Đúc được ưa chuộng bởi Itten cũng là tương tự theo một vài khía cạnh thuộc về phe mỹ thuật truyền thống của cuộc tranh luận đang diễn ra. Ảnh hưởng này lên đến đỉnh điểm với việc bổ sung thành viên sáng lập của Der Blaue Reiter, Wassily Kandinsky vào bộ phận giảng viên và kết thúc khi Itten từ chức vào cuối năm 1922. Itten đã được thay thế bởi nhà thiết kế người Hungary László Moholy-Nagy, người viết lại Vorkurs với quan điểm nghiêng về trường phái New Objectivity được ưa chuộng bởi Gropius, cũng là tương tự theo một vài khía cạnh thuộc về phe mỹ thuật ứng dụng của cuộc tranh luận. Mặc dù sự thay đổi này là một điều quan trọng, nó không đại diện cho một sự thay đổi mang tính cấp tiến quá nhiều từ quá khứ như là một bước tiến nhỏ trong một phong trào kinh tế xã hội rộng lớn hơn, bằng phẳng hơn, đã diễn ra ít nhất kể từ năm 1907 khi van de Velde đã lập luận cho một nền tảng về mặt thủ công mỹ nghệ cho việc thiết kế trong khi Hermann Muthesius đã bắt đầu hoàn tất các nguyên mẫu công nghiệp.

## Hình ảnh

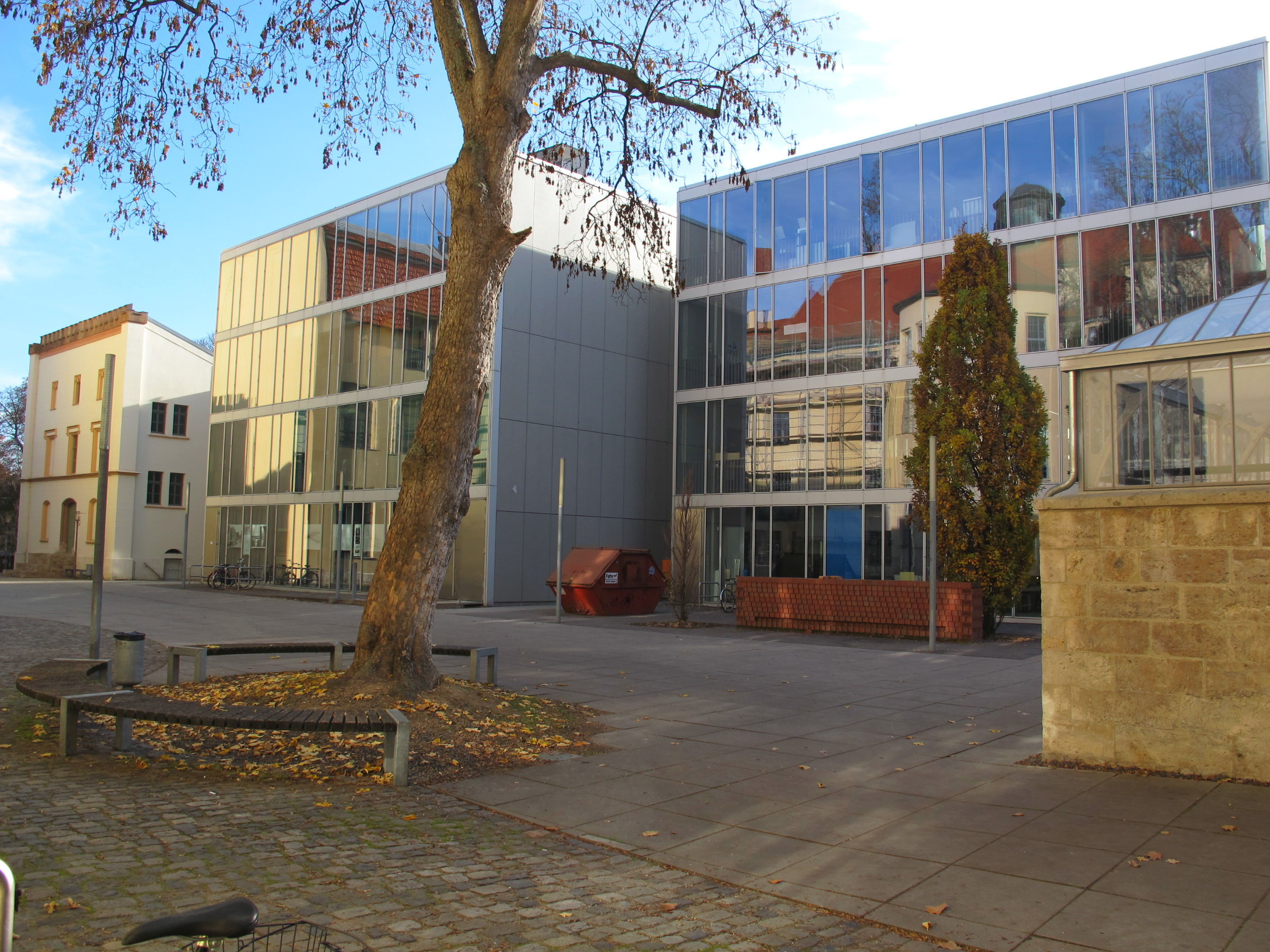
Đại học Weimar
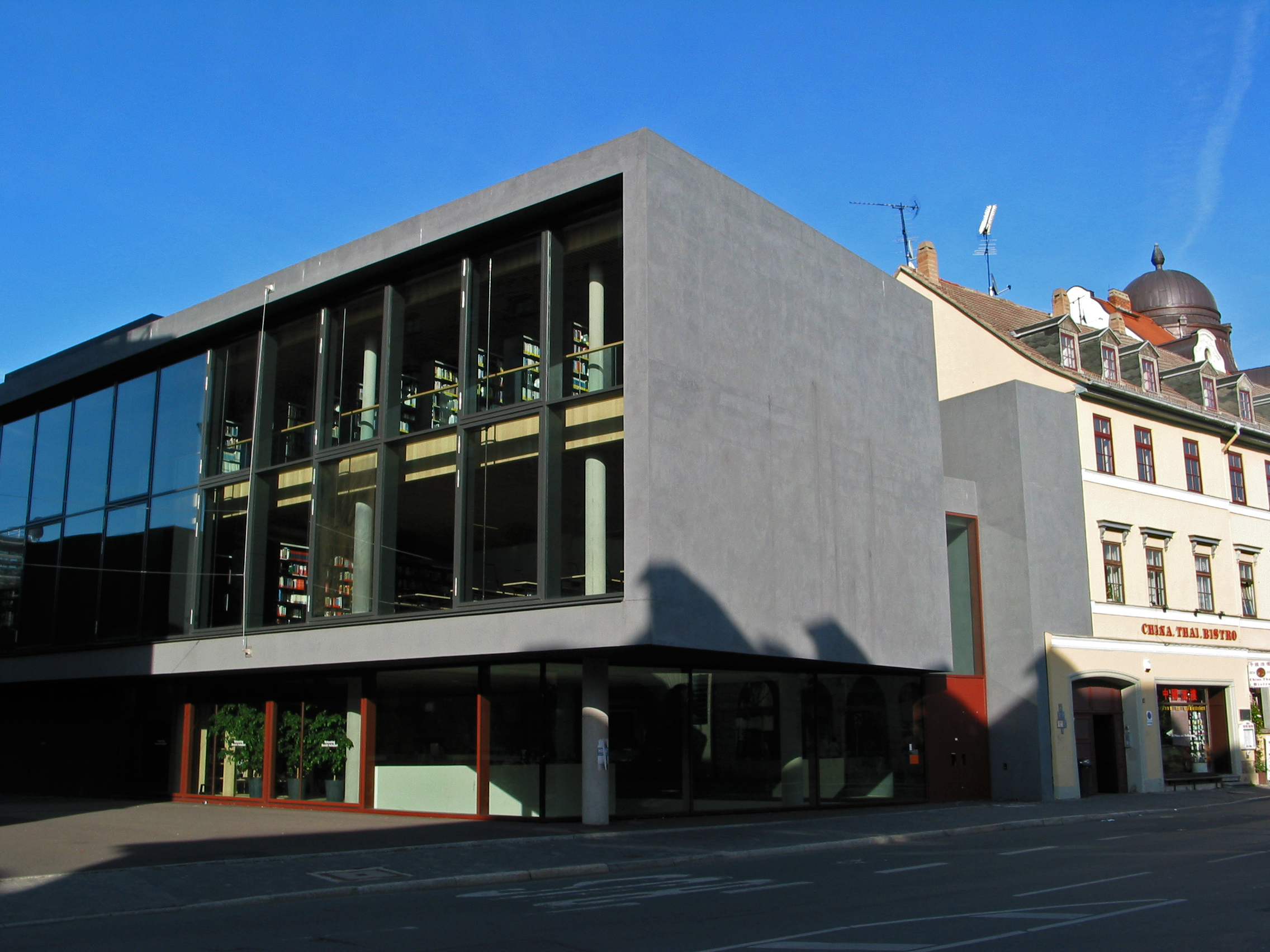
Thư viện thuộc Đại học Weimar
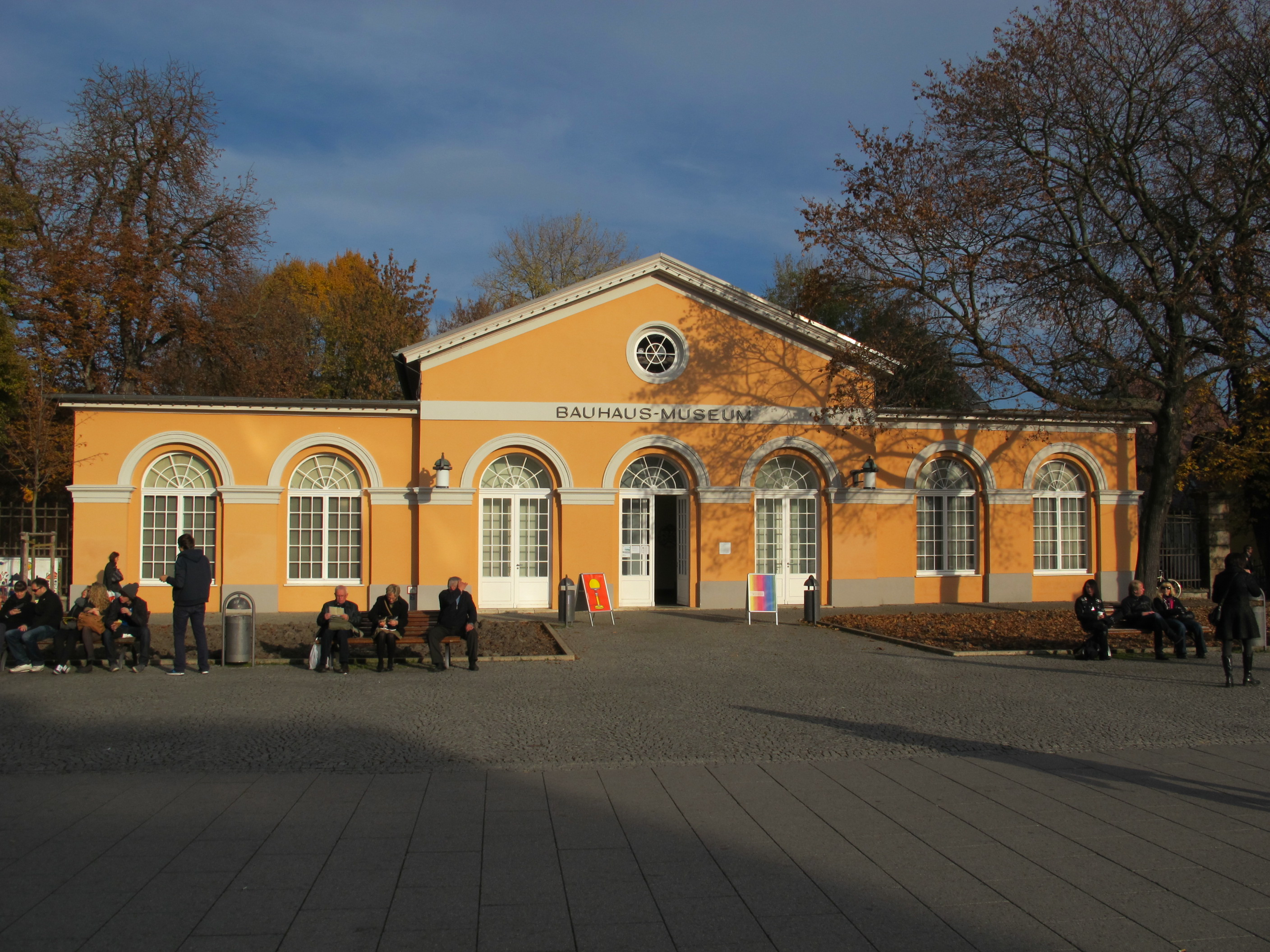
Bảo tàng Bauhaus thuộc Đại học Weimar
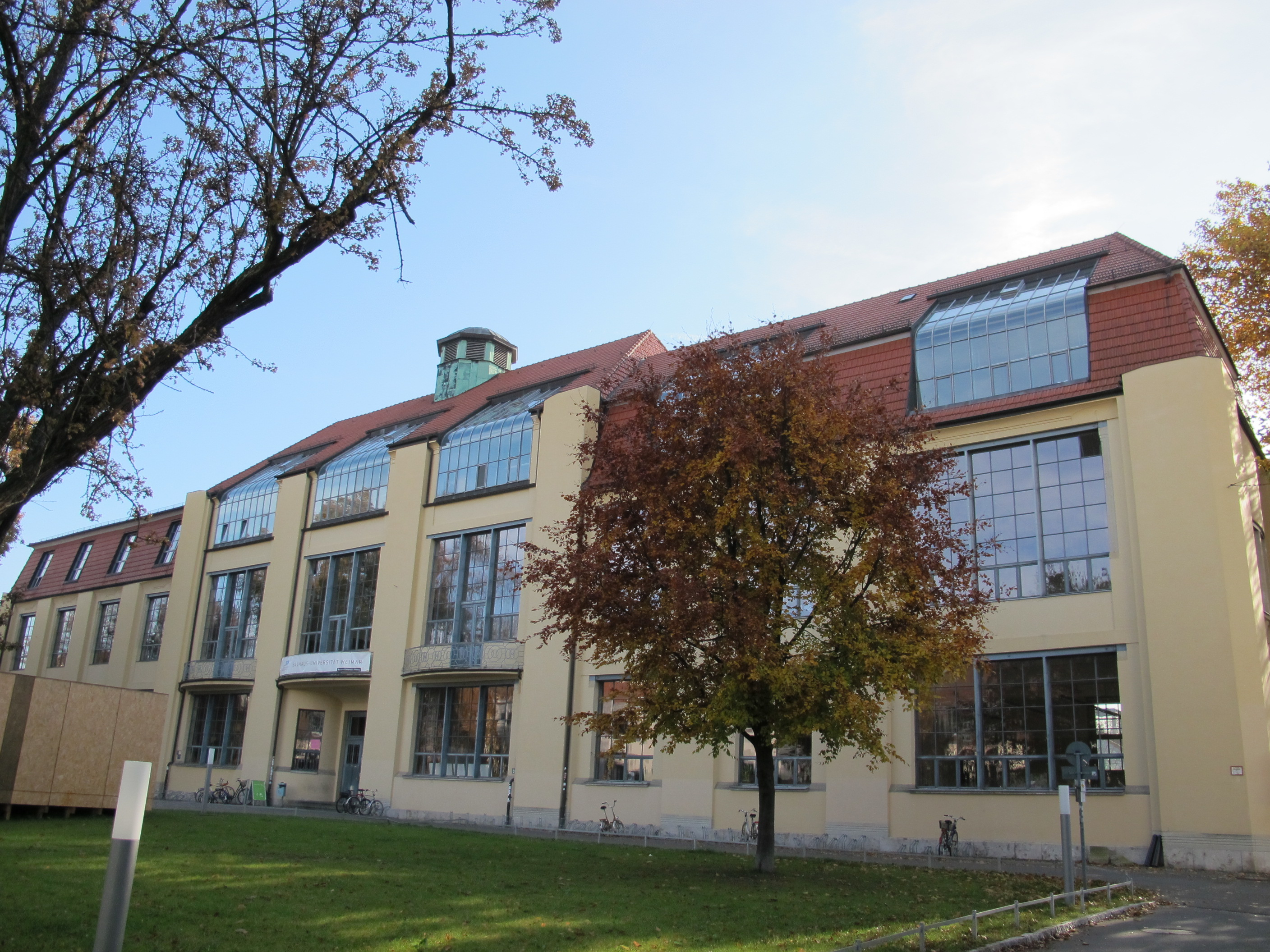
Tòa nhà khoa Kiến trúc của Đại học Weimar
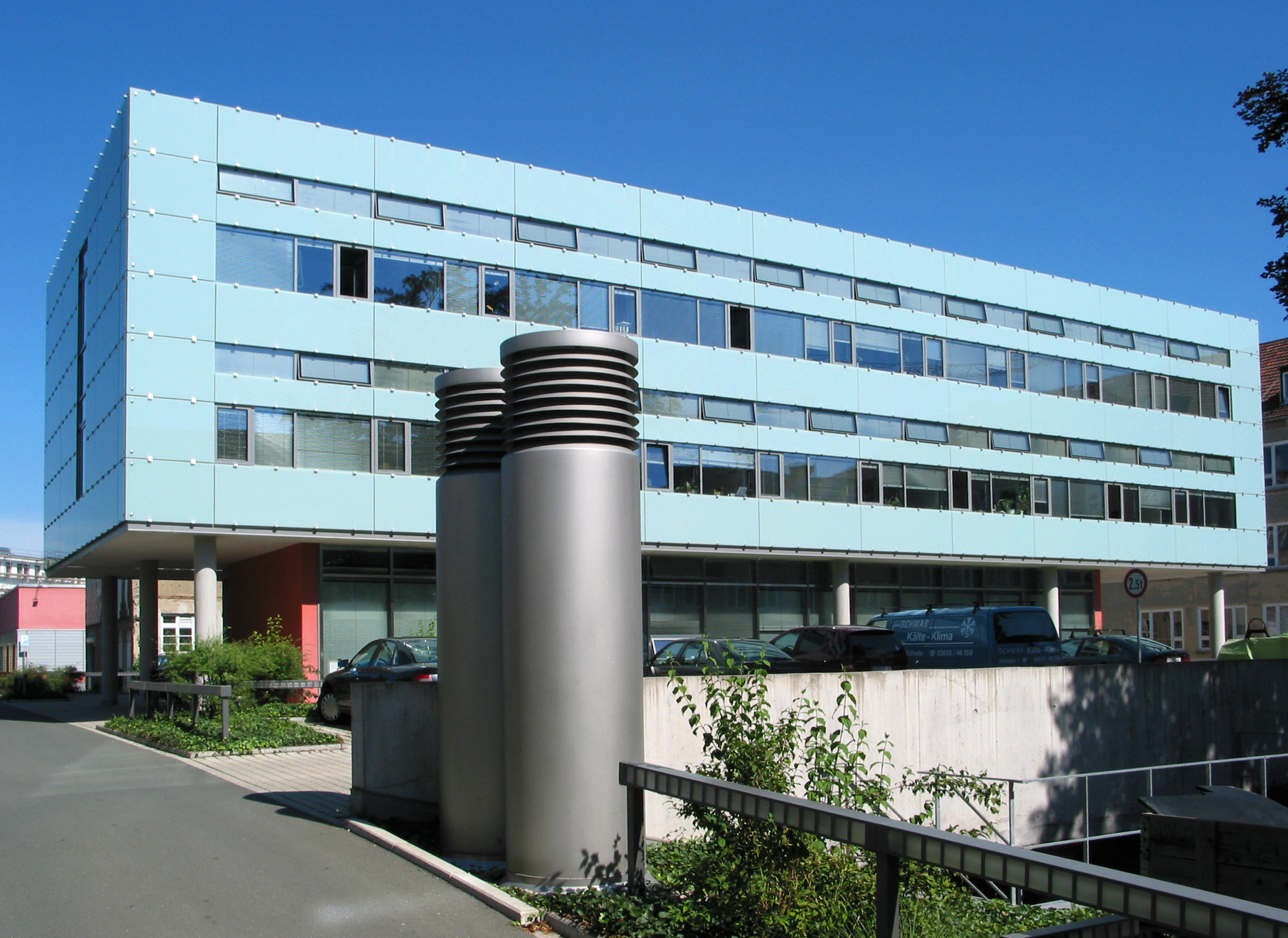
Tòa nhà khoa Kỹ thuật xây dựng
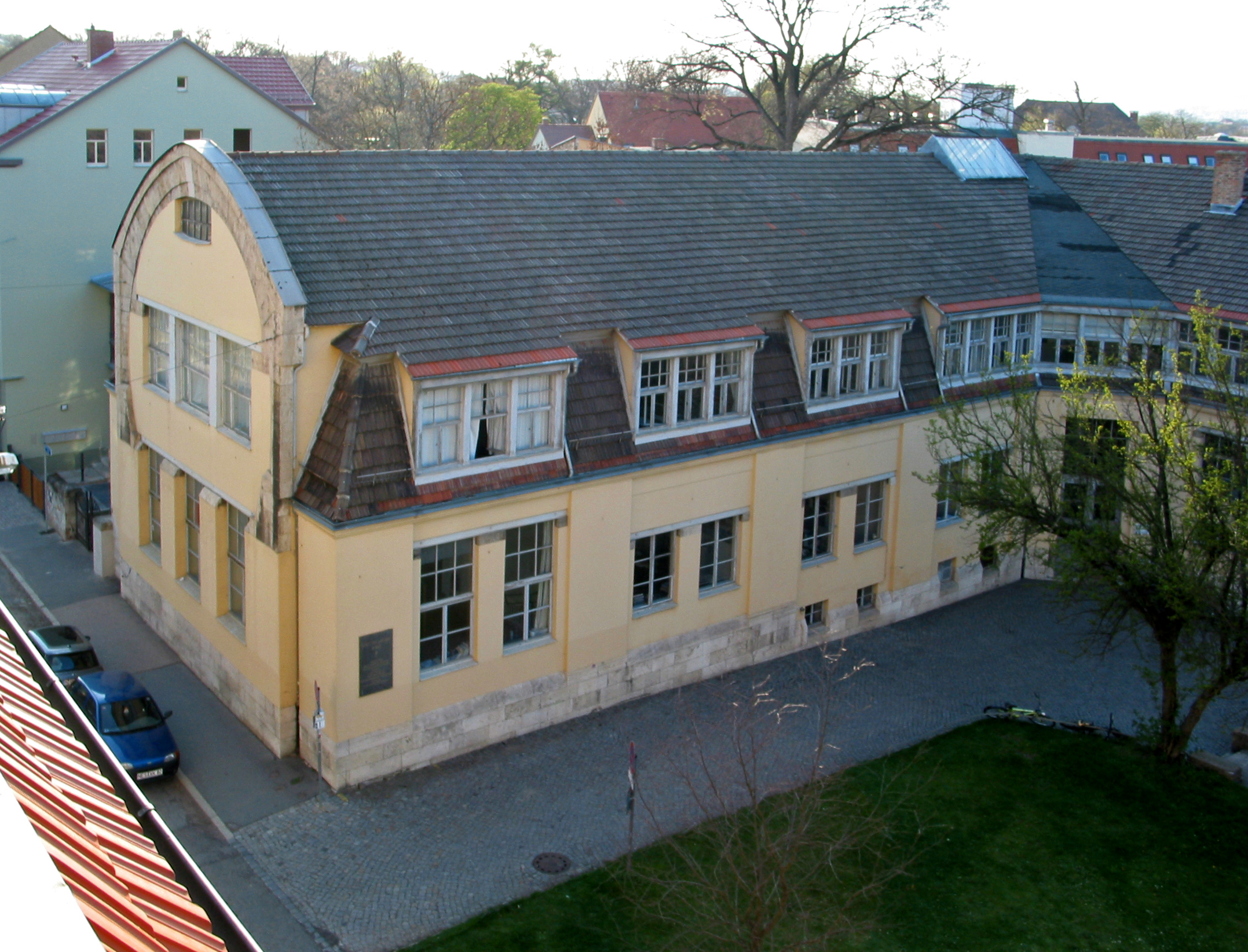
Tòa nhà khoa Nghệ thuật thiết kế
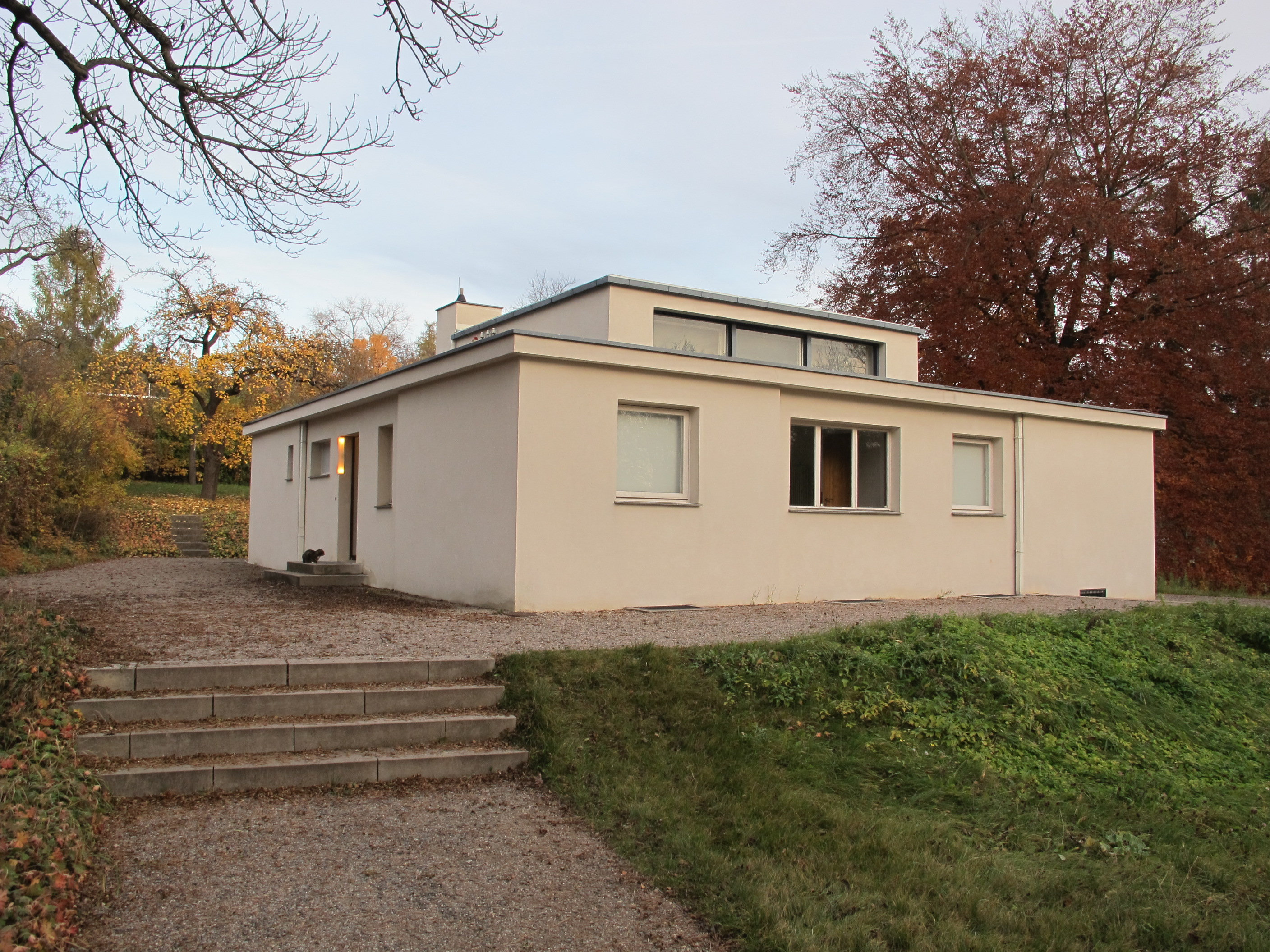
Haus am Horn
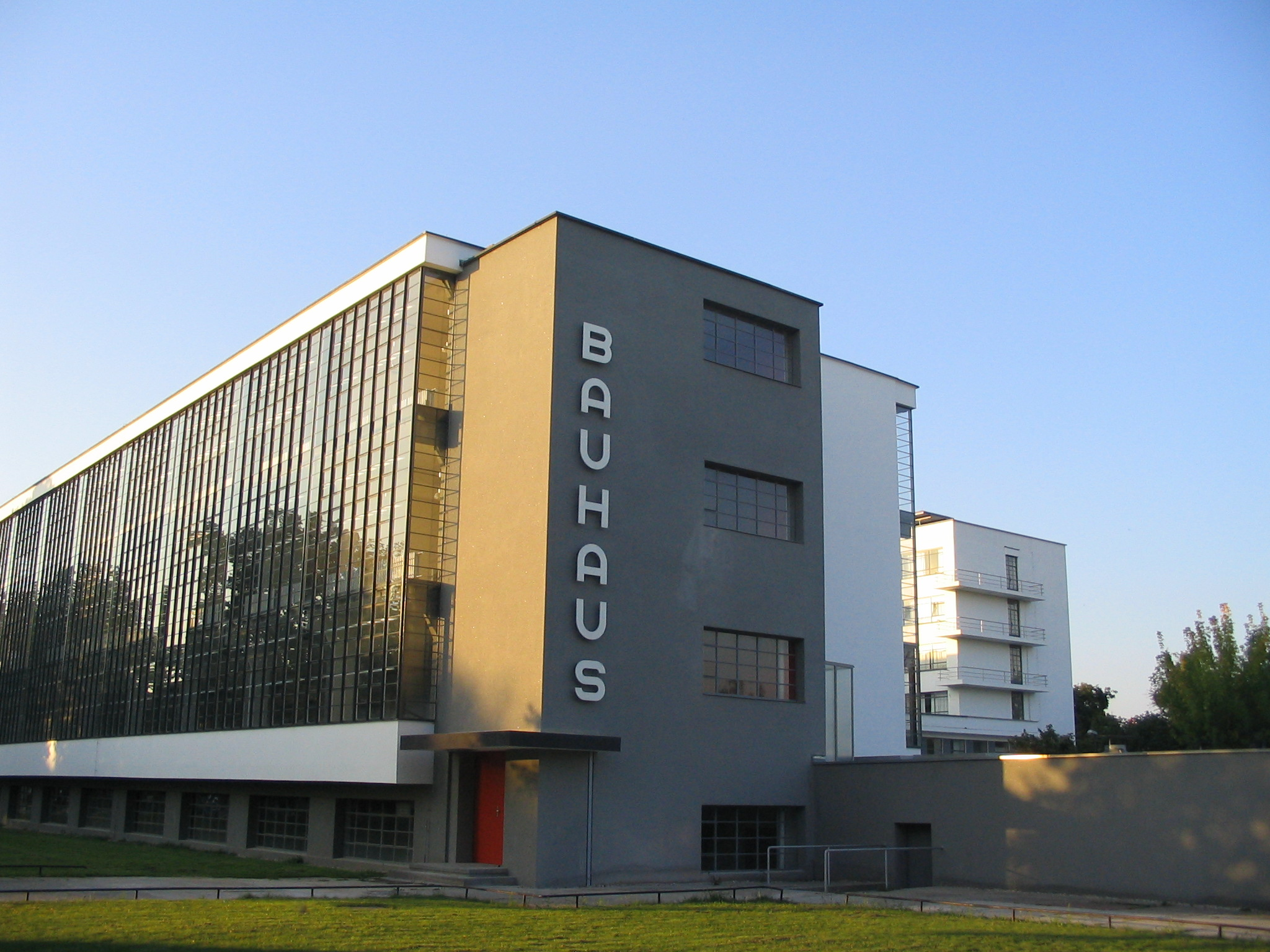
Tòa nhà Bauhaus Dessau
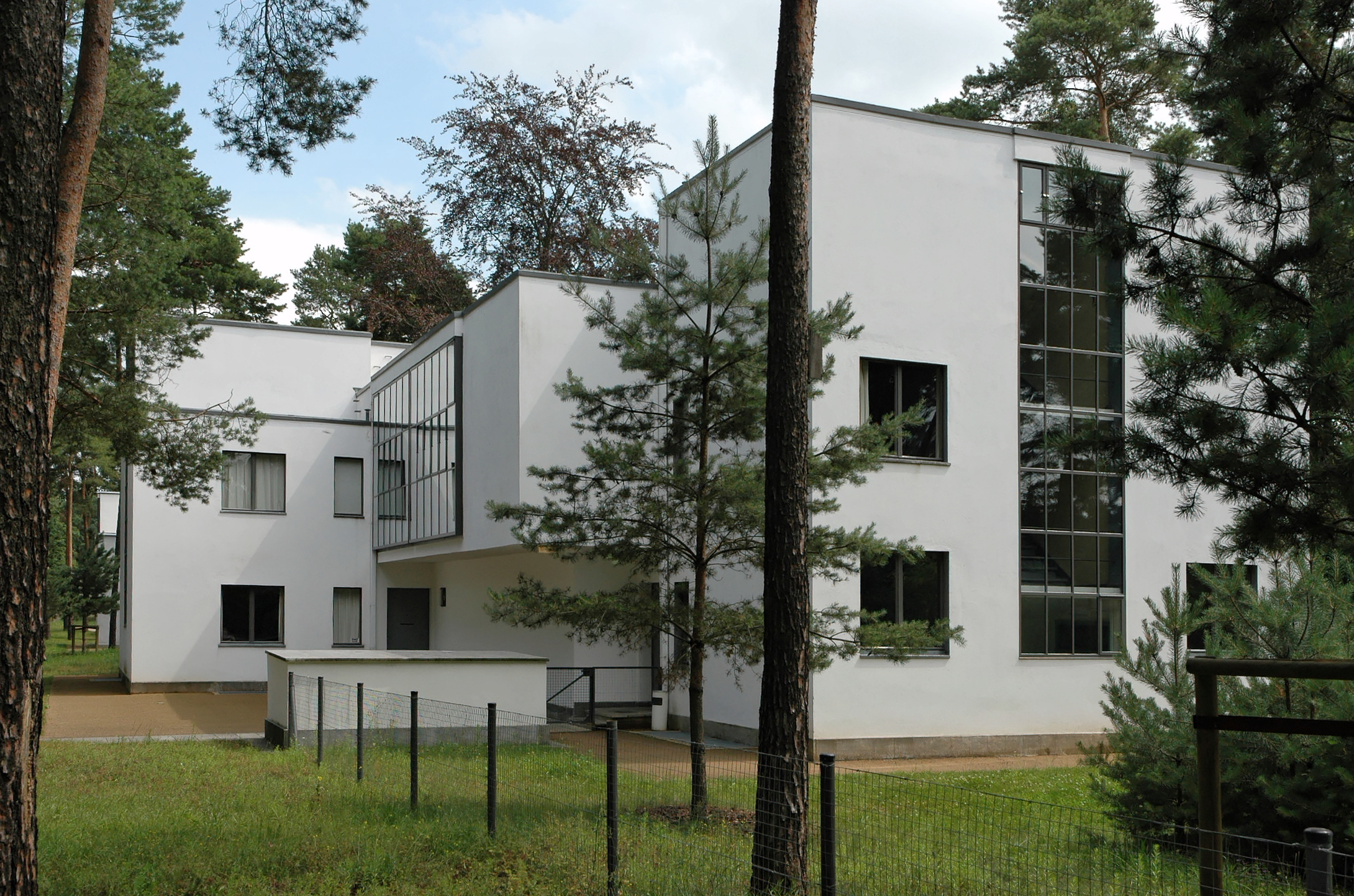
Masters Houses ở Dessau